# Jordi Sunyer Monfort
Jordi Sunyer Monfort (Barcelona, 1976) és un il·lustrador de la literatura infantil i dissenyador gràfic. Va estudiar il·lustració a l'Escola Superior d'Art i Disseny Serra i Abella a l'Hospitalet de Llobregat. L'any 1997 va començar a treballar per a diverses editorials (la Galera, Edebé, Cruïlla ,Babulinka books, Barcanova…).També ha col·laborat amb diaris com; El Punt avui, El País i revistes com; Descobrir Catalunya, Sàpiens i la Fundació F.C.Barcelona.
Entre 2008 i 2009 va treballar com a director d'art de la sèrie d'animació Asha, coproduïda per Cromosoma, Televisió de Catalunya i TVE. Després, l'any 2013 va publicar dins la col·lecció Ginjoler, el conte "Saltironets" amb text de la Susanna Peix. Més tard, l'any 2017 va ser seleccionat per participar en l'exposició "Llibres en Català" organitzat per l'Institut Ramon Llull de la Fira del Llibre Infantil de Bolonya. A més a més, realitza projectes d'art gràfic per a diferents empreses i entitats i ha participat en diverses exposicions com a pintor i il·lustrador a Espanya, França, Alemanya, Itàlia o als Emirats Àrabs Units.

## Il·lustració infantil
Els següents llibres infantils o juvenils han estat il·lustrats per Jordi Sunyer:
- El senyor Fortuny, escrit per Bet Cantallops, Hipòtesi (2010)
- M'agrada, escrit per Jordi Sunyer, Baula (2012)
- Saltarina, escrit per Susanna Peix, Varias (2013)
- El professor Sabatòtil i les piràmides d'Egipte, escrit per Jordi Ortiz (2013)
- Saltironets, escrit per Susanna Peix, El Cep i la Nansa (2013)
- La casa del profesor Kürbis, escrit per Oriol Canosa, Eldevives (2013)
- Cinco ratones, escrit per José Luís Ferris, Anaya (2016)
- El caballo de madera, escrit per Joan de Déu Prats, Santillana (2017)
- Tant de gust de conéixer-lo, senyor Miquel Martí i Pol, escrit per M. Carme Bernal Creus, Abadia de Montserrat (2017)
- Erase una vez un niño comepalabras, escrit per Marlet, Babulinka Books (2018)
- Un quadern de l'Aurora Rodamon, escrit per Oriol Canosa Masllorens, Baula (2019)